# Kopete
Kopete — це гнучка і розширювана багатопротокольна програма для інтерактивного обміну повідомленнями (ICQ, IRC, AIM, MSN, Jabber, Yahoo!, Gadu-Gadu, SMS і т. д.) із відкритим початковим кодом. Вона є частиною інтегрованого робочого оточення KDE. Усі протоколи є модулями, що підключаються, і допускають помодульне встановлення, налаштування і використання без якого-небудь переналаштування основного застосунку для знов завантажених модулів. Метою системи Kopete є забезпечення користувачів простим інтерфейсом для всіх систем інтерактивного обміну повідомленнями і водночас забезпечити розробників простим засобом для розробки модулів для нових протоколів. Основні розробники системи Kopete надають всім користувачам невеликий набір модулів, що підключаються, і додатково ряд шаблонів для нових розробок.
Українська сленгова назва: «Копито».

## Модулі, що підключаються
За умовчанням, Kopete включає такі модулі:  [Архівовано 17 жовтня 2008 у Wayback Machine.]
- Автозаміна
- Статус з'єднання
- Примітки до контакту
- Шифрування
- Виділення (Highlight)
- Журнал розмов
- KopeteTeX (відображення формул {\displaystyle \mathrm {L\!\!^{{}_{\scriptstyle A}}\!\!\!\!\!\;\;T\!_{\displaystyle E}\!X} })
- Присутність в мережі
- Зараз звучить
- Статистика
- Текстові ефекти
- Перекладач
- Закладки
- Псевдонім
- Netmeeting

Також, доступні сторонні модулі, зокрема:
- Off-the-Record Messaging [Архівовано 18 серпня 2009 у Wayback Machine.] — що дозволяє шифрувати розмови.
- Антиспам [Архівовано 15 вересня 2008 у Wayback Machine.] — що дозволяє позбавитися від повідомлень із спамом шляхом простого питання для всіх нових контактів.

## Примітка
1. ↑  Min, Andrew. Kopete: the KDE instant messenger. Free Software Magazine. Т. 20. с. 45—51. Архів оригіналу за 10 січня 2014. Процитовано 1 жовтня 2009.
2. ↑  2005 Linux Journal Readers' Choice Awards. Linux Journal. 28 вересня 2005. Процитовано 1 жовтня 2009. (2nd place, Favorite Instant Messaging Client)
3. ↑  OfB Open Choice Awards 2002. Open for Business. 25 липня 2005. Процитовано 1 жовтня 2009. (Best Communications Software, Runner Up)